# La Classique Morbihan 2022
La 7e édition de La Classique Morbihan a eu lieu le 13 mai 2022. La course fait partie du calendrier international féminin UCI 2022 en catégorie 1.1. Elle est remportée par la Chypriote Ántri Christofórou.

## Équipes
| UCI Women's WorldTeam- FDJ Nouvelle Aquitaine Futuroscope Équipes féminines continentales (14)- Aromitalia-Basso Bikes-Vaiano - Arkéa Pro Cycling Team - AG Insurance NXTG - Awol O'Shea - BTC City Ljubljana-Scott - Cofidis - Ceratizit-WNT Pro Cycling - Emotional.fr - Tornatech - GSC - Blagnac - Farto-BTC - Parkhotel Valkenburg - Roxsolt Liv Sram - Stade Rochelais Charente-Maritime - St Michel-Auber 93 - Torelli-Cayman Islands-Scimitar Équipe nationale- Pologne Équipe amateur- Centre mondial du cyclisme Équipe féminines amateur (7)- Breizh Ladies - Bretagne Sud Cyclisme Formation - Elles-Groupama-Pays de la Loire - Isorex - Macadam’s Cowboys & Girls - Sprinter Nice Métropole - VC Morteau Montbenoit |
| |

## Récit de course
La première échappée est composée de : Océane Tessier, Hanna Theys et Marie-Morgane Le Deunff. Elles sont immédiatement reprises. Maude Le Roux tente ensuite. Au bout de vingt-cinq kilomètres, Margot Pompanon, Orla Walsh et Alana Castrique sont les suivantes à sortir. Antri Christoforou part en poursuite mais est reprise par le peloton. À quatre-vingt trois kilomètres de l'arrivée, un regroupement général a lieu. Un groupe de dix coureuses sort peu après. Il comprend : Coralie Demay, Karolina Kumiega, Marie Le Net, Femke Markus, Kathrin Schweinberger, Séverine Eraud, Antri Christoforou, Amandine Fouquenet et Valentine Fortin. L'écart oscille autour de la minute. À une trentaine de kilomètres de l'arrivée, Grace Brown tente de revenir seule. À vingt-cinq kilomètres de l'arrivée, Coralie Demay, Femke Markus et Antri Christoforou attaquent. Grace Brown revient sur le groupe de poursuite. Le trio de tête se départage au sprint et Antri Christoforou lève les bras.

## Classements

### Classement final
| \| Classement général \| Classement général \| Classement général \| Classement général \| Classement général \| \| Coureuse \| Coureuse \| Pays \| Équipe \| Temps \| \| ------------------ \| --------------------- \| ------------------ \| ---------------------------------- \| ------------------ \| \| 1re \| Ántri Christofórou \| Chypre \| Farto-BTC \| 3 h 04 min 35 s \| \| 2e \| Coralie Demay \| France \| St Michel-Auber 93 \| + 3 s \| \| 3e \| Femke Markus \| Pays-Bas \| Parkhotel Valkenburg \| + 4 s \| \| 4e \| Grace Brown \| Australie \| FDJ-Nouvelle Aquitaine-Futuroscope \| + 20 s \| \| 5e \| Séverine Eraud \| France \| Stade Rochelais Charente-Maritime \| + 20 s \| \| 6e \| Amandine Fouquenet \| France \| Arkéa Pro Cycling Team \| + 22 s \| \| 7e \| Karolina Kumięga \| Pologne \| Valcar-Travel & Service \| + 26 s \| \| 8e \| Kathrin Schweinberger \| Autriche \| Ceratizit-WNT Pro Cycling \| + 43 s \| \| 9e \| Marie Le Net \| France \| FDJ-Nouvelle Aquitaine-Futuroscope \| + 1 min 20 s \| \| 10e \| Ally Wollaston \| Nouvelle-Zélande \| AG Insurance NXTG \| + 2 min 22 s \| |                       |                  |                                    |                 |
| |                       |                  |                                    |                 |
| |                       |                  |                                    |                 |
| Classement général |                       |                  |                                    |                 |
| Coureuse | Coureuse              | Pays             | Équipe                             | Temps           |
| 1re | Ántri Christofórou    | Chypre           | Farto-BTC                          | 3 h 04 min 35 s |
| 2e | Coralie Demay         | France           | St Michel-Auber 93                 | + 3 s           |
| 3e | Femke Markus          | Pays-Bas         | Parkhotel Valkenburg               | + 4 s           |
| 4e | Grace Brown           | Australie        | FDJ-Nouvelle Aquitaine-Futuroscope | + 20 s          |
| 5e | Séverine Eraud        | France           | Stade Rochelais Charente-Maritime  | + 20 s          |
| 6e | Amandine Fouquenet    | France           | Arkéa Pro Cycling Team             | + 22 s          |
| 7e | Karolina Kumięga      | Pologne          | Valcar-Travel & Service            | + 26 s          |
| 8e | Kathrin Schweinberger | Autriche         | Ceratizit-WNT Pro Cycling          | + 43 s          |
| 9e | Marie Le Net          | France           | FDJ-Nouvelle Aquitaine-Futuroscope | + 1 min 20 s    |
| 10e | Ally Wollaston        | Nouvelle-Zélande | AG Insurance NXTG                  | + 2 min 22 s    |

### Points UCI
| Position           | 1er | 2e | 3e | 4e | 5e | 6e | 7e | 8e | 9e | 10e | 11e | 12e | 13e à 15e | 16e à 25e |
| Classement général | 125 | 85 | 70 | 60 | 50 | 40 | 35 | 30 | 25 | 20  | 15  | 10  | 5         | 3         |

## Liste des participantes
| FDJ-Nouvelle Aquitaine-Futuroscope FSF | FDJ-Nouvelle Aquitaine-Futuroscope FSF | FDJ-Nouvelle Aquitaine-Futuroscope FSF |
| -------------------------------------- | -------------------------------------- | -------------------------------------- |
| Num                                    | Coureuse                               | Pos                                    |
| 1                                      | Grace Brown (AUS)                      | 4e                                     |
| 2                                      | Emilia Fahlin (SWE)                    | 34e                                    |
| 3                                      | Maëlle Grossetête (FRA)                | 46e                                    |
| 4                                      | Vittoria Guazzini (ITA)                | 28e                                    |
| 5                                      | Marie Le Net (FRA)                     | 9e                                     |
| 6                                      | Jade Wiel (FRA)                        | 12e                                    |

| Aromitalia-Basso Bikes-Vaiano VAI | Aromitalia-Basso Bikes-Vaiano VAI | Aromitalia-Basso Bikes-Vaiano VAI |
| --------------------------------- | --------------------------------- | --------------------------------- |
| Num                               | Coureuse                          | Pos                               |
| 11                                | Rasa Leleivytė (LTU)              | 20e                               |
| 12                                | Francesca Baroni (ITA)            | 58e                               |
| 13                                | Inga Čilvinaitė (LTU) (route)     | 72e                               |
| 14                                | Milena Del Sarto (ITA)            | AB                                |
| 15                                | Valentina Scandolara (ITA)        | AB                                |
| 16                                | Lara Scarselli (ITA)              | 95e                               |

| Parkhotel Valkenburg PHV | Parkhotel Valkenburg PHV  | Parkhotel Valkenburg PHV |
| ------------------------ | ------------------------- | ------------------------ |
| Num                      | Coureuse                  | Pos                      |
| 21                       | Femke Markus (NED)        | 3e                       |
| 22                       | Femke Gerritse (NED)      | 14e                      |
| 23                       | Anne Van Rooijen (NED)    | 74e                      |
| 24                       | Kirstie van Haaften (NED) | 75e                      |

| Arkéa Pro Cycling Team ARK | Arkéa Pro Cycling Team ARK    | Arkéa Pro Cycling Team ARK |
| -------------------------- | ----------------------------- | -------------------------- |
| Num                        | Coureuse                      | Pos                        |
| 31                         | Greta Richioud (FRA)          | 22e                        |
| 32                         | Typhaine Laurance (FRA)       | 35e                        |
| 33                         | Amandine Fouquenet (FRA)      | 6e                         |
| 34                         | Marie-Morgane Le Deunff (FRA) | 19e                        |
| 35                         | Anaïs Morichon (FRA)          | 21e                        |

| AG Insurance NXTG AGI | AG Insurance NXTG AGI   | AG Insurance NXTG AGI |
| --------------------- | ----------------------- | --------------------- |
| Num                   | Coureuse                | Pos                   |
| 41                    | Ally Wollaston (NZL)    | 10e                   |
| 42                    | Lone Meertens (BEL)     | 69e                   |
| 43                    | Amber Aernouts (NED)    | 87e                   |
| 44                    | Gaia Masetti (ITA)      | 66e                   |
| 45                    | Cassia Boglio (AUS)     | 89e                   |
| 46                    | Eline Van Rooijen (NED) | 71e                   |

| Torelli-Cayman Islands-Scimitar ___ | Torelli-Cayman Islands-Scimitar ___ | Torelli-Cayman Islands-Scimitar ___ |
| ----------------------------------- | ----------------------------------- | ----------------------------------- |
| Num                                 | Coureuse                            | Pos                                 |
| 51                                  | Caoimhe O'Brien (IRL)               | 51e                                 |
| 52                                  | Lee Boon (NZL)                      | AB                                  |
| 53                                  | Orla Walsh (IRL)                    | 94e                                 |
| 54                                  | Kim Cadzow (NZL)                    | 16e                                 |
| 55                                  | Holly Breck (USA)                   | 100e                                |
| 56                                  | Nicole Coates (GBR)                 | 40e                                 |

| Emotional.FR-Tornatech-GSC Blagnac VS 31 MTG | Emotional.FR-Tornatech-GSC Blagnac VS 31 MTG | Emotional.FR-Tornatech-GSC Blagnac VS 31 MTG |
| -------------------------------------------- | -------------------------------------------- | -------------------------------------------- |
| Num                                          | Coureuse                                     | Pos                                          |
| 61                                           | Célia Le Mouël (FRA)                         | 31e                                          |
| 62                                           | Laury Milette (CAN)                          | 32e                                          |
| 63                                           | Josephine Peloquin (CAN)                     | AB                                           |
| 64                                           | Cindy Pomares (FRA)                          | 44e                                          |
| 65                                           | Lucie Liboreau (FRA)                         | 26e                                          |
| 66                                           | Balladyne Tritsch (FRA)                      | 65e                                          |

| Cofidis COF | Cofidis COF                   | Cofidis COF |
| ----------- | ----------------------------- | ----------- |
| Num         | Coureuse                      | Pos         |
| 71          | Martina Alzini (ITA)          | 15e         |
| 72          | Alana Castrique (BEL)         | 38e         |
| 73          | Valentine Fortin (FRA)        | 77e         |
| 74          | Cédrine Kerbaol (FRA)         | 68e         |
| 75          | Victoire Berteau (FRA)        | 18e         |
| 76          | Gabrielle Pilote Fortin (CAN) | 76e         |

| Ceratizit-WNT Pro Cycling WNT | Ceratizit-WNT Pro Cycling WNT       | Ceratizit-WNT Pro Cycling WNT |
| ----------------------------- | ----------------------------------- | ----------------------------- |
| Num                           | Coureuse                            | Pos                           |
| 81                            | Hanna Nilsson (SWE)                 | 30e                           |
| 82                            | Laura Asencio (FRA)                 | 25e                           |
| 83                            | Maria Giulia Confalonieri (ITA)     | 13e                           |
| 85                            | Kathrin Schweinberger (AUT) (route) | 8e                            |
| 86                            | Clea Seidel (GER)                   | 81e                           |

| Awol O'Shea AWO | Awol O'Shea AWO                | Awol O'Shea AWO |
| --------------- | ------------------------------ | --------------- |
| Num             | Coureuse                       | Pos             |
| 91              | Emily Meakin (GBR)             | 79e             |
| 92              | Maddie Wadsworth (GBR)         | AB              |
| 93              | Phoebe Martin (GBR)            | AB              |
| 94              | Francesca Morgans-Slader (GBR) | 45e             |
| 95              | Connie Hayes (GBR)             | 85e             |
| 96              | Georgia Bullard (GBR)          | AB              |

| RoxSolt Liv Sram RXS | RoxSolt Liv Sram RXS       | RoxSolt Liv Sram RXS |
| -------------------- | -------------------------- | -------------------- |
| Num                  | Coureuse                   | Pos                  |
| 101                  | Nicole Frain (AUS) (route) | 33e                  |
| 102                  | Justine Barrow (AUS)       | 24e                  |
| 103                  | Matilda Field (AUS)        | 98e                  |
| 104                  | Courtney Sherwell (AUS)    | 50e                  |
| 105                  | Saffron Button (AUS)       | AB                   |

| Stade Rochelais Charente-Maritime CMW | Stade Rochelais Charente-Maritime CMW | Stade Rochelais Charente-Maritime CMW |
| ------------------------------------- | ------------------------------------- | ------------------------------------- |
| Num                                   | Coureuse                              | Pos                                   |
| 111                                   | Anastasiya Kolesava (BLR)             | 67e                                   |
| 112                                   | Maëva Squiban (FRA)                   | 17e                                   |
| 113                                   | Marion Colard (FRA)                   | 42e                                   |
| 114                                   | Séverine Eraud (FRA)                  | 5e                                    |

| BTC City Ljubljana-Scott BCL | BTC City Ljubljana-Scott BCL | BTC City Ljubljana-Scott BCL |
| ---------------------------- | ---------------------------- | ---------------------------- |
| Num                          | Coureuse                     | Pos                          |
| 121                          | Erika Jesenko (SLO)          | 39e                          |
| 122                          | Tjaša Sušnik (SLO)           | AB                           |
| 125                          | Nina Pugelj (SLO)            | 64e                          |
| 126                          | Urška Bravec (SLO)           | 27e                          |

| St Michel-Auber 93 AUB | St Michel-Auber 93 AUB | St Michel-Auber 93 AUB |
| ---------------------- | ---------------------- | ---------------------- |
| Num                    | Coureuse               | Pos                    |
| 131                    | Sandrine Bideau (FRA)  | 29e                    |
| 132                    | Simone Boilard (CAN)   | 62e                    |
| 133                    | Laura Da Cruz (FRA)    | 78e                    |
| 134                    | Margot Pompanon (FRA)  | 73e                    |
| 135                    | Coralie Demay (FRA)    | 2e                     |
| 136                    | Océane Tessier (FRA)   | AB                     |

| Centre mondial du cyclisme WCC | Centre mondial du cyclisme WCC | Centre mondial du cyclisme WCC |
| ------------------------------ | ------------------------------ | ------------------------------ |
| Num                            | Coureuse                       | Pos                            |
| 141                            | Selam Ahama Gerefiel (ETH)     | 84e                            |
| 142                            | Veronika Jandová (CZE)         | AB                             |
| 143                            | Natalia Franco (COL)           | AB                             |
| 144                            | Elina Tasane (EST)             | 61e                            |
| 145                            | Madelaine Le Roux (RSA)        | AB                             |
| 146                            | Luciana Roland (ARG)           | 55e                            |

| Farto-BTC FAR | Farto-BTC FAR                    | Farto-BTC FAR |
| ------------- | -------------------------------- | ------------- |
| Num           | Coureuse                         | Pos           |
| 151           | Ántri Christofórou (CYP) (route) | 1re           |
| 152           | Ariadna Gutiérrez (MEX)          | 59e           |
| 153           | Marta Romeu (ESP)                | 57e           |
| 154           | Marie-Soleil Blais (CAN)         | 60e           |
| 155           | Azulde Britz (RSA)               | 90e           |

| Pologne POL | Pologne POL                  | Pologne POL |
| ----------- | ---------------------------- | ----------- |
| Num         | Coureuse                     | Pos         |
| 161         | Karolina Karasiewicz (route) | 43e         |
| 162         | Karolina Kumięga             | 7e          |
| 163         | Katarzyna Wilkos             | AB          |
| 164         | Patrycja Lorkowska           | 101e        |
| 165         | Agnieszka Skalniak-Sójka     | 11e         |
| 166         | Karolina Perekitko           | 96e         |

| Breizh Ladies ___ | Breizh Ladies ___     | Breizh Ladies ___ |
| ----------------- | --------------------- | ----------------- |
| Num               | Coureuse              | Pos               |
| 171               | Aline Béchu (FRA)     | 49e               |
| 172               | Marie Camenen (FRA)   | AB                |
| 173               | Cyndie Lacour (FRA)   | 102e              |
| 174               | Elisa Lemetayer (FRA) | AB                |

| VC Morteau Montbenoit ___ | VC Morteau Montbenoit ___ | VC Morteau Montbenoit ___ |
| ------------------------- | ------------------------- | ------------------------- |
| Num                       | Coureuse                  | Pos                       |
| 181                       | Marie Gielen (FRA)        | 23e                       |
| 182                       | Margot Grosjean (FRA)     | AB                        |
| 183                       | Annika Liehner (SUI)      | 80e                       |
| 184                       | Annika Baumer (GER)       | AB                        |
| 185                       | Emeline Courtot (FRA)     | AB                        |
| 186                       | Cécile Lejeune (FRA)      | 93e                       |

| Elles-Groupama-Pays de la Loire ___ | Elles-Groupama-Pays de la Loire ___ | Elles-Groupama-Pays de la Loire ___ |
| ----------------------------------- | ----------------------------------- | ----------------------------------- |
| Num                                 | Coureuse                            | Pos                                 |
| 191                                 | Flavie Boulais (FRA)                | 36e                                 |
| 192                                 | Justine Gegu (FRA)                  | 86e                                 |
| 194                                 | Laurie Vezie (FRA)                  | AB                                  |
| 195                                 | Sarah Pope (FRA)                    | 70e                                 |
| 196                                 | Sophie Almeida (FRA)                | 54e                                 |

| Macadam’s Cowboys & Girls ___ | Macadam’s Cowboys & Girls ___ | Macadam’s Cowboys & Girls ___ |
| ----------------------------- | ----------------------------- | ----------------------------- |
| Num                           | Coureuse                      | Pos                           |
| 201                           | Eloïse Prevoteau (FRA)        | AB                            |
| 202                           | Anabel Yapura (ARG)           | 47e                           |
| 203                           | Chloé Charpentier (FRA)       | 52e                           |
| 204                           | Elissa Proulx (CAN)           | AB                            |
| 205                           | Mille Troelsen                | AB                            |

| Sprinter Nice Métropole ___ | Sprinter Nice Métropole ___ | Sprinter Nice Métropole ___ |
| --------------------------- | --------------------------- | --------------------------- |
| Num                         | Coureuse                    | Pos                         |
| 211                         | Emilie Fortin (CAN)         | 41e                         |
| 212                         | Malorie Beunard (FRA)       | 83e                         |
| 213                         | Marine Guerin (FRA)         | 82e                         |
| 214                         | Axelle Guirado (FRA)        | 53e                         |
| 215                         | Amélie Ratignier (FRA)      | 91e                         |
| 216                         | Louhanna Duplouy (FRA)      | AB                          |

| Isorex NoAqua Ladies Cycling ___ | Isorex NoAqua Ladies Cycling ___ | Isorex NoAqua Ladies Cycling ___ |
| -------------------------------- | -------------------------------- | -------------------------------- |
| Num                              | Coureuse                         | Pos                              |
| 221                              | Marieke de Groot (NED)           | 48e                              |
| 222                              | Abbie Manley (GBR)               | 56e                              |
| 223                              | Hanna Theys (BEL)                | AB                               |
| 224                              | Devon Kuijstermans (NED)         | 99e                              |
| 225                              | Emily Knight (GBR)               | AB                               |
| 226                              | Demi van Dijke (NED)             | 37e                              |

| Lanester Women Bretagne Sud ___ | Lanester Women Bretagne Sud ___ | Lanester Women Bretagne Sud ___ |
| ------------------------------- | ------------------------------- | ------------------------------- |
| Num                             | Coureuse                        | Pos                             |
| 231                             | Loreleï Vachey (FRA)            | 63e                             |
| 232                             | Léa Pitard (FRA)                | 97e                             |
| 233                             | Emilie Jamme (FRA)              | 92e                             |
| 234                             | Laurie Guilet (FRA)             | AB                              |
| 235                             | Enora Oger (FRA)                | 88e                             |
| 236                             | Servann Prot (FRA)              | AB                              |

| FDJ-Nouvelle Aquitaine-Futuroscope FSF | FDJ-Nouvelle Aquitaine-Futuroscope FSF | FDJ-Nouvelle Aquitaine-Futuroscope FSF |
| -------------------------------------- | -------------------------------------- | -------------------------------------- |
| Num                                    | Coureuse                               | Pos                                    |
| 1                                      | Grace Brown (AUS)                      | 4e                                     |
| 2                                      | Emilia Fahlin (SWE)                    | 34e                                    |
| 3                                      | Maëlle Grossetête (FRA)                | 46e                                    |
| 4                                      | Vittoria Guazzini (ITA)                | 28e                                    |
| 5                                      | Marie Le Net (FRA)                     | 9e                                     |
| 6                                      | Jade Wiel (FRA)                        | 12e                                    |

| Aromitalia-Basso Bikes-Vaiano VAI | Aromitalia-Basso Bikes-Vaiano VAI | Aromitalia-Basso Bikes-Vaiano VAI |
| --------------------------------- | --------------------------------- | --------------------------------- |
| Num                               | Coureuse                          | Pos                               |
| 11                                | Rasa Leleivytė (LTU)              | 20e                               |
| 12                                | Francesca Baroni (ITA)            | 58e                               |
| 13                                | Inga Čilvinaitė (LTU) (route)     | 72e                               |
| 14                                | Milena Del Sarto (ITA)            | AB                                |
| 15                                | Valentina Scandolara (ITA)        | AB                                |
| 16                                | Lara Scarselli (ITA)              | 95e                               |

| Parkhotel Valkenburg PHV | Parkhotel Valkenburg PHV  | Parkhotel Valkenburg PHV |
| ------------------------ | ------------------------- | ------------------------ |
| Num                      | Coureuse                  | Pos                      |
| 21                       | Femke Markus (NED)        | 3e                       |
| 22                       | Femke Gerritse (NED)      | 14e                      |
| 23                       | Anne Van Rooijen (NED)    | 74e                      |
| 24                       | Kirstie van Haaften (NED) | 75e                      |

| Arkéa Pro Cycling Team ARK | Arkéa Pro Cycling Team ARK    | Arkéa Pro Cycling Team ARK |
| -------------------------- | ----------------------------- | -------------------------- |
| Num                        | Coureuse                      | Pos                        |
| 31                         | Greta Richioud (FRA)          | 22e                        |
| 32                         | Typhaine Laurance (FRA)       | 35e                        |
| 33                         | Amandine Fouquenet (FRA)      | 6e                         |
| 34                         | Marie-Morgane Le Deunff (FRA) | 19e                        |
| 35                         | Anaïs Morichon (FRA)          | 21e                        |

| AG Insurance NXTG AGI | AG Insurance NXTG AGI   | AG Insurance NXTG AGI |
| --------------------- | ----------------------- | --------------------- |
| Num                   | Coureuse                | Pos                   |
| 41                    | Ally Wollaston (NZL)    | 10e                   |
| 42                    | Lone Meertens (BEL)     | 69e                   |
| 43                    | Amber Aernouts (NED)    | 87e                   |
| 44                    | Gaia Masetti (ITA)      | 66e                   |
| 45                    | Cassia Boglio (AUS)     | 89e                   |
| 46                    | Eline Van Rooijen (NED) | 71e                   |

| Torelli-Cayman Islands-Scimitar ___ | Torelli-Cayman Islands-Scimitar ___ | Torelli-Cayman Islands-Scimitar ___ |
| ----------------------------------- | ----------------------------------- | ----------------------------------- |
| Num                                 | Coureuse                            | Pos                                 |
| 51                                  | Caoimhe O'Brien (IRL)               | 51e                                 |
| 52                                  | Lee Boon (NZL)                      | AB                                  |
| 53                                  | Orla Walsh (IRL)                    | 94e                                 |
| 54                                  | Kim Cadzow (NZL)                    | 16e                                 |
| 55                                  | Holly Breck (USA)                   | 100e                                |
| 56                                  | Nicole Coates (GBR)                 | 40e                                 |

| Emotional.FR-Tornatech-GSC Blagnac VS 31 MTG | Emotional.FR-Tornatech-GSC Blagnac VS 31 MTG | Emotional.FR-Tornatech-GSC Blagnac VS 31 MTG |
| -------------------------------------------- | -------------------------------------------- | -------------------------------------------- |
| Num                                          | Coureuse                                     | Pos                                          |
| 61                                           | Célia Le Mouël (FRA)                         | 31e                                          |
| 62                                           | Laury Milette (CAN)                          | 32e                                          |
| 63                                           | Josephine Peloquin (CAN)                     | AB                                           |
| 64                                           | Cindy Pomares (FRA)                          | 44e                                          |
| 65                                           | Lucie Liboreau (FRA)                         | 26e                                          |
| 66                                           | Balladyne Tritsch (FRA)                      | 65e                                          |

| Cofidis COF | Cofidis COF                   | Cofidis COF |
| ----------- | ----------------------------- | ----------- |
| Num         | Coureuse                      | Pos         |
| 71          | Martina Alzini (ITA)          | 15e         |
| 72          | Alana Castrique (BEL)         | 38e         |
| 73          | Valentine Fortin (FRA)        | 77e         |
| 74          | Cédrine Kerbaol (FRA)         | 68e         |
| 75          | Victoire Berteau (FRA)        | 18e         |
| 76          | Gabrielle Pilote Fortin (CAN) | 76e         |

| Ceratizit-WNT Pro Cycling WNT | Ceratizit-WNT Pro Cycling WNT       | Ceratizit-WNT Pro Cycling WNT |
| ----------------------------- | ----------------------------------- | ----------------------------- |
| Num                           | Coureuse                            | Pos                           |
| 81                            | Hanna Nilsson (SWE)                 | 30e                           |
| 82                            | Laura Asencio (FRA)                 | 25e                           |
| 83                            | Maria Giulia Confalonieri (ITA)     | 13e                           |
| 85                            | Kathrin Schweinberger (AUT) (route) | 8e                            |
| 86                            | Clea Seidel (GER)                   | 81e                           |

| Awol O'Shea AWO | Awol O'Shea AWO                | Awol O'Shea AWO |
| --------------- | ------------------------------ | --------------- |
| Num             | Coureuse                       | Pos             |
| 91              | Emily Meakin (GBR)             | 79e             |
| 92              | Maddie Wadsworth (GBR)         | AB              |
| 93              | Phoebe Martin (GBR)            | AB              |
| 94              | Francesca Morgans-Slader (GBR) | 45e             |
| 95              | Connie Hayes (GBR)             | 85e             |
| 96              | Georgia Bullard (GBR)          | AB              |

| RoxSolt Liv Sram RXS | RoxSolt Liv Sram RXS       | RoxSolt Liv Sram RXS |
| -------------------- | -------------------------- | -------------------- |
| Num                  | Coureuse                   | Pos                  |
| 101                  | Nicole Frain (AUS) (route) | 33e                  |
| 102                  | Justine Barrow (AUS)       | 24e                  |
| 103                  | Matilda Field (AUS)        | 98e                  |
| 104                  | Courtney Sherwell (AUS)    | 50e                  |
| 105                  | Saffron Button (AUS)       | AB                   |

| Stade Rochelais Charente-Maritime CMW | Stade Rochelais Charente-Maritime CMW | Stade Rochelais Charente-Maritime CMW |
| ------------------------------------- | ------------------------------------- | ------------------------------------- |
| Num                                   | Coureuse                              | Pos                                   |
| 111                                   | Anastasiya Kolesava (BLR)             | 67e                                   |
| 112                                   | Maëva Squiban (FRA)                   | 17e                                   |
| 113                                   | Marion Colard (FRA)                   | 42e                                   |
| 114                                   | Séverine Eraud (FRA)                  | 5e                                    |

| BTC City Ljubljana-Scott BCL | BTC City Ljubljana-Scott BCL | BTC City Ljubljana-Scott BCL |
| ---------------------------- | ---------------------------- | ---------------------------- |
| Num                          | Coureuse                     | Pos                          |
| 121                          | Erika Jesenko (SLO)          | 39e                          |
| 122                          | Tjaša Sušnik (SLO)           | AB                           |
| 125                          | Nina Pugelj (SLO)            | 64e                          |
| 126                          | Urška Bravec (SLO)           | 27e                          |

| St Michel-Auber 93 AUB | St Michel-Auber 93 AUB | St Michel-Auber 93 AUB |
| ---------------------- | ---------------------- | ---------------------- |
| Num                    | Coureuse               | Pos                    |
| 131                    | Sandrine Bideau (FRA)  | 29e                    |
| 132                    | Simone Boilard (CAN)   | 62e                    |
| 133                    | Laura Da Cruz (FRA)    | 78e                    |
| 134                    | Margot Pompanon (FRA)  | 73e                    |
| 135                    | Coralie Demay (FRA)    | 2e                     |
| 136                    | Océane Tessier (FRA)   | AB                     |

| Centre mondial du cyclisme WCC | Centre mondial du cyclisme WCC | Centre mondial du cyclisme WCC |
| ------------------------------ | ------------------------------ | ------------------------------ |
| Num                            | Coureuse                       | Pos                            |
| 141                            | Selam Ahama Gerefiel (ETH)     | 84e                            |
| 142                            | Veronika Jandová (CZE)         | AB                             |
| 143                            | Natalia Franco (COL)           | AB                             |
| 144                            | Elina Tasane (EST)             | 61e                            |
| 145                            | Madelaine Le Roux (RSA)        | AB                             |
| 146                            | Luciana Roland (ARG)           | 55e                            |

| Farto-BTC FAR | Farto-BTC FAR                    | Farto-BTC FAR |
| ------------- | -------------------------------- | ------------- |
| Num           | Coureuse                         | Pos           |
| 151           | Ántri Christofórou (CYP) (route) | 1re           |
| 152           | Ariadna Gutiérrez (MEX)          | 59e           |
| 153           | Marta Romeu (ESP)                | 57e           |
| 154           | Marie-Soleil Blais (CAN)         | 60e           |
| 155           | Azulde Britz (RSA)               | 90e           |

| Pologne POL | Pologne POL                  | Pologne POL |
| ----------- | ---------------------------- | ----------- |
| Num         | Coureuse                     | Pos         |
| 161         | Karolina Karasiewicz (route) | 43e         |
| 162         | Karolina Kumięga             | 7e          |
| 163         | Katarzyna Wilkos             | AB          |
| 164         | Patrycja Lorkowska           | 101e        |
| 165         | Agnieszka Skalniak-Sójka     | 11e         |
| 166         | Karolina Perekitko           | 96e         |

| Breizh Ladies ___ | Breizh Ladies ___     | Breizh Ladies ___ |
| ----------------- | --------------------- | ----------------- |
| Num               | Coureuse              | Pos               |
| 171               | Aline Béchu (FRA)     | 49e               |
| 172               | Marie Camenen (FRA)   | AB                |
| 173               | Cyndie Lacour (FRA)   | 102e              |
| 174               | Elisa Lemetayer (FRA) | AB                |

| VC Morteau Montbenoit ___ | VC Morteau Montbenoit ___ | VC Morteau Montbenoit ___ |
| ------------------------- | ------------------------- | ------------------------- |
| Num                       | Coureuse                  | Pos                       |
| 181                       | Marie Gielen (FRA)        | 23e                       |
| 182                       | Margot Grosjean (FRA)     | AB                        |
| 183                       | Annika Liehner (SUI)      | 80e                       |
| 184                       | Annika Baumer (GER)       | AB                        |
| 185                       | Emeline Courtot (FRA)     | AB                        |
| 186                       | Cécile Lejeune (FRA)      | 93e                       |

| Elles-Groupama-Pays de la Loire ___ | Elles-Groupama-Pays de la Loire ___ | Elles-Groupama-Pays de la Loire ___ |
| ----------------------------------- | ----------------------------------- | ----------------------------------- |
| Num                                 | Coureuse                            | Pos                                 |
| 191                                 | Flavie Boulais (FRA)                | 36e                                 |
| 192                                 | Justine Gegu (FRA)                  | 86e                                 |
| 194                                 | Laurie Vezie (FRA)                  | AB                                  |
| 195                                 | Sarah Pope (FRA)                    | 70e                                 |
| 196                                 | Sophie Almeida (FRA)                | 54e                                 |

| Macadam’s Cowboys & Girls ___ | Macadam’s Cowboys & Girls ___ | Macadam’s Cowboys & Girls ___ |
| ----------------------------- | ----------------------------- | ----------------------------- |
| Num                           | Coureuse                      | Pos                           |
| 201                           | Eloïse Prevoteau (FRA)        | AB                            |
| 202                           | Anabel Yapura (ARG)           | 47e                           |
| 203                           | Chloé Charpentier (FRA)       | 52e                           |
| 204                           | Elissa Proulx (CAN)           | AB                            |
| 205                           | Mille Troelsen                | AB                            |

| Sprinter Nice Métropole ___ | Sprinter Nice Métropole ___ | Sprinter Nice Métropole ___ |
| --------------------------- | --------------------------- | --------------------------- |
| Num                         | Coureuse                    | Pos                         |
| 211                         | Emilie Fortin (CAN)         | 41e                         |
| 212                         | Malorie Beunard (FRA)       | 83e                         |
| 213                         | Marine Guerin (FRA)         | 82e                         |
| 214                         | Axelle Guirado (FRA)        | 53e                         |
| 215                         | Amélie Ratignier (FRA)      | 91e                         |
| 216                         | Louhanna Duplouy (FRA)      | AB                          |

| Isorex NoAqua Ladies Cycling ___ | Isorex NoAqua Ladies Cycling ___ | Isorex NoAqua Ladies Cycling ___ |
| -------------------------------- | -------------------------------- | -------------------------------- |
| Num                              | Coureuse                         | Pos                              |
| 221                              | Marieke de Groot (NED)           | 48e                              |
| 222                              | Abbie Manley (GBR)               | 56e                              |
| 223                              | Hanna Theys (BEL)                | AB                               |
| 224                              | Devon Kuijstermans (NED)         | 99e                              |
| 225                              | Emily Knight (GBR)               | AB                               |
| 226                              | Demi van Dijke (NED)             | 37e                              |

| Lanester Women Bretagne Sud ___ | Lanester Women Bretagne Sud ___ | Lanester Women Bretagne Sud ___ |
| ------------------------------- | ------------------------------- | ------------------------------- |
| Num                             | Coureuse                        | Pos                             |
| 231                             | Loreleï Vachey (FRA)            | 63e                             |
| 232                             | Léa Pitard (FRA)                | 97e                             |
| 233                             | Emilie Jamme (FRA)              | 92e                             |
| 234                             | Laurie Guilet (FRA)             | AB                              |
| 235                             | Enora Oger (FRA)                | 88e                             |
| 236                             | Servann Prot (FRA)              | AB                              |